# Konrad Geldmacher
Konrad Geldmacher (* 22. November 1878 in Hannover; † 26. Januar 1965 in Berlin) war ein deutscher Bildhauer und Medailleur.

## Werdegang
Geldmacher studierte an der Kunstgewerbeschule Hannover und an der Münchner Akademie und war danach dort tätig. 1906 wurde er Mitglied im Bayerischen Kunstgewerbeverein. Zwei Jahre später hatte er die erste Einzelausstellung. Im selben Jahr ging er nach Berlin.
Im Ersten Weltkrieg diente er als Frontsoldat. Hierfür wurde ihm am 20. März 1936 vom Berliner Polizeipräsidenten: „Im Namen des Führers und Reichskanzlers dem Bildhauer Konrad Geldmacher das von Hindenburg gestiftete Ehrenkreuz für Frontkämpfer“ verliehen.
Nur drei Monate später, am 11. Juni 1936 erhält er vom Präsidenten der Reichskammer der bildenden Künste Berufsverbot: „Nach dem Ergebnis meiner Überprüfung der in Ihren persönlichen Eigenschaften begründeten Tatsachen besitzen Sie nicht die erforderliche Eignung und Zuverlässigkeit an der Förderung deutscher Kultur in Verantwortung gegenüber Volk und Reich einzuwirken. ...“
Er wurde aus der Akademie ausgeschlossen und musste danach als Hilfsarbeiter sein Geld verdienen. Er überlebte als Jude nur durch Glück und die lebensrettende Liebe seiner evangelischen Frau Margarethe den Krieg in Berlin. Ab 1941 wurde er als „nicht privilegierter“ jüdischer Ehepartner einer kinderlosen Mischehe gezwungen, den gelben Stern zu tragen. Seine Werkstatt in Berlin wurde ausgebombt, was den Verlust fast aller Werke vor 1945 bedeutete.

## Werke
- 1915 schloss er sich der Berliner Secession und war 1922 auf der Großen Berliner Kunstausstellung vertreten
- bis 1933 schuf er hauptsächlich lebensgroße Köpfe und Büsten sowie kleine Relief-Porträts[1]
- Nach der Machtübernahme der Nationalsozialisten  war er über neun Jahre mit einem Arbeitsverbot belegt und sein Werk blieb öffentlich unbeachtet.
- ab 1945: hauptsächlich Porträt-Medaillen und (Flachrelief-)Plaketten bedeutender Persönlichkeiten[7] wie Leibniz, Michelangelo, Buenarroti, Nathan der Weise, Ernst Reuter, Albert Schweitzer, Käthe Kollwitz, Eugenio Pacelli
- Spätwerk: kleinere Medaillen, meist Darstellungen aus der biblischen Geschichte in Silber[1]

Nach seinem Tod ging ein Teil seines Werkes an eine jüdische Stiftung, ein anderer Teil an die Erben in aller Welt (USA, Holland).

## Ausstellungen (unvollständig)
- 1906:  erste Einzelausstellung bei der Berliner Secession
- 1908:  erste Kollektivausstellung im Künstlerhaus in der Bellevuestraße[1]
- 1910:  Kollektivausstellung mit Ferdinand Kobells im Künstlerhaus[9]
- 1945/1946: Berlin, vom Kulturbund zur Demokratischen Erneuerung Deutschlands veranstaltete Ausstellung Bildender Künstler[10]

## Ehrungen
- 1936: Ehrenkreuz für Frontkämpfer
- 1953: Verdienstkreuz am Bande der Bundesrepublik Deutschland